# Volta a Catalunya de 1912
La Volta a Catalunya de 1912 fou la segona edició de la Volta a Catalunya. La prova es disputà en tres etapes entre el 6 i el 8 d'abril de 1912, per un total de 424 km. El vencedor final, i clar dominador de la cursa, fou el català Josep Magdalena, per davant de Joaquim Martí i Antoni Crespo.
La primera etapa fou finalitzada per 33 ciclistes, mentre que a la classificació final hi consten 17 ciclistes.
Aquesta edició de la Volta es va fer coincidir amb el Campionat d'Espanya en ruta, així Magdalena també es va proclamar Campió Nacional.

## Classificació final
| Pos. | Ciclista         | Temps       |
| 1    | Josep Magdalena  | 18h 32' 08  |
| 2    | Joaquim Martí    | + 44' 16    |
| 3    | Antoni Crespo    | + 56' 21    |
| 4    | Lázaro Villada   | + 59' 40    |
| 5    | Joaquim Rubio    | + 1h 17' 21 |
| 6    | Vicente Blanco   | + 1h 37' 18 |
| 7    | Francesc Túnica  | + 1h 43' 39 |
| 8    | Miquel Tusquella | + 2h 27' 00 |
| 9    | Manuel Planell   | + 2h 28' 49 |
| 10   | José Pérez       | + 2h 35' 28 |

## Etapes
| Etapa | Data      | Recorregut          | km         | Vencedor d'etapa | Líder de la general |
| ----- | --------- | ------------------- | ---------- | ---------------- | ------------------- |
| 1a    | 6 d'abril | Barcelona - Manresa | 127,243 km | Josep Magdalena  | Josep Magdalena     |
| 2a    | 7 d'abril | Manresa - Lleida    | 128,2 km   | Josep Magdalena  | Josep Magdalena     |
| 3a    | 8 d'abril | Lleida - Barcelona  | 171,7 km   | Josep Magdalena  | Josep Magdalena     |

### Etapa 1. Barcelona - Manresa. 127,243 km
|   | Ciclista        | Temps      |
| - | --------------- | ---------- |
| 1 | Josep Magdalena | 5h 19' 09" |
| 2 | José Pérez      | + 13' 39"  |
| 3 | Joaquim Martí   | + 17' 43"  |

|   | Ciclista        | Temps      |
| - | --------------- | ---------- |
| 1 | Josep Magdalena | 5h 19' 09" |
| 2 | José Pérez      | + 13' 39"  |
| 3 | Joaquim Martí   | + 17' 43"  |

### Etapa 2. Manresa - Lleida. 128,2 km
|   | Ciclista        | Temps      |
| - | --------------- | ---------- |
| 1 | Josep Magdalena | 5h 39' 10" |
| 2 | Antoni Crespo   | + 07"      |
| 3 | Vicente Blanco  | + 12' 45"  |

|   | Ciclista        | Temps       |
| - | --------------- | ----------- |
| 1 | Josep Magdalena | 10h 58' 19" |
| 2 |                 |             |
| 3 |                 |             |

### Etapa 3. Lleida - Barcelona. 171,74 km
|   | Ciclista        | Temps      |
| - | --------------- | ---------- |
| 1 | Josep Magdalena | 7h 33' 49" |
| 2 | Lázaro Villada  | + 04"      |
| 3 | Antoni Crespo   | m. t.      |

|   | Ciclista        | Temps       |
| - | --------------- | ----------- |
| 1 | Josep Magdalena | 18h 32' 08" |
| 2 | Joaquim Martí   | + 44' 16"   |
| 3 | Antoni Crespo   | + 56' 21"   |